# Westenwatt
Westenwatt (dän. Vestenvad) ist ein Fluss im Süden der Stadt Flensburg.

## Hintergrund
Westenwatt ist erstmals im Flensburger Stadtrecht von 1284 als Withstagswath als Grenze des Stadtfeldes nach Süden dokumentiert. Bereits im 15. Jahrhundert wurde der Name zusammengezogen und später volksethymologisch zu Westen- umgedeutet. Der erste Namensbestandteil leitet sich von altdän. with für Wald ab. Der zweite kann auf altnord. stag für Stange, Stock (gleicher Begriff wie Stag in der maritimen Sprache) ableiten. Möglich wäre auch eine Ableitung zu dän. stag (Granne), was ursprünglich spitz bedeutete oder stage (Stange, Staken). Das Wort „Watt“ verweist möglicherweise auf ein Feuchtgebiet (vgl. mit dem benachbarten Fluss Peelwatt sowie auch mit dem südöstlich gelegenen Ort Gosewatt) hin beziehungsweise auf eine Furt am Fluss hin. Der Name beschrieb demnach offenbar ursprünglich einen Überquerungsbereich über den dortigen Fluss.
Der Fluss entspringt östlich von Wielenberg bei Hürupholz, wo sich Feuchtgebiete und Anhöhen, unter anderem der Höckeberg, die höchste Erhebung Angelns, befinden. Beim Abfallwirtschaftszentrum bei Tastrupfeld betritt sie von Südosten kommend das Flensburger Stadtgebiet, um anschließend das ehemalige Moorgebiet am Martinstift zu durchfließen. Das Feuchtgebiet nördlich vom Martinstift wurde in der Vergangenheit zur Gewinnung von landwirtschaftlicher Flächen trockengelegt. Sie fließt ein Stück weiter nördlich wo in einem Winkel zwischen Osttangente und Eckernförder Landstraße mehrere Teiche, welche der Wasserrückhaltung dienen, zu finden sind.
Ein weiteres Stück westlich verschwindet sie in einem unterirdischen Durchfluss unter der Osttangente. Unterirdisch fließt sie unter dem Gewerbegebiet Süd hindurch. Ursprünglich mündete sie im Bereich der Lise-Meitnerstraße in der Peelwatt. Im Zuge weitreichender Baumaßnahmen im Gewerbegebiet wurde der Zulauf verlegt. Ein neuer unterirdischer Bachlauf unter dem Fördepark, der in Richtung Westen verläuft, wurde für die Westenwatt geschaffen. Der neue Bachlauf der Westenwatt führt westlich vom Fördepark in das Regenrückhaltebecken der Schleifenrampe (Ausfahrt Süd) der Bundesstraße 200. Dieses „Westenwater Rückhaltebecken (der Ausfahrt Süd)“ entwässert letztlich nördlich, in offener Gestalt, beim Scherrebektal in der Peelwatt.

## Ökologie
Das Fließgewässer Westenwatt wird von der Bundesanstalt für Gewässerkunde (BfG) als „berichtspflichtiges Gewässer über den ökologischen und chemischen Zustand eines Wasserkörpers an die Europäische Union zur Einhaltung der europäischen Wasserrahmenrichtlinie (WRRL)“ geführt. Es hat die Wasserkörperbezeichnung „Westenwatt (Fließgewässer)“ mit der Kennung DERW_DESH_FF_13. Es umfasst den Unter- und Mittellauf der Westenwatt von der Quelle als Dränagerohr an der Kreisstraße K 90 unweit Hürupholz bis zum Beginn der erneuten Verrohrung an der Luise-Meitner-Straße in Flensburg. An diesem Wasserkörper befinden sich drei Messstellen für Chemie und Biologie des Landesamtes für Umwelt des Landes Schleswig-Holstein (LfU SH), siehe Karte 2. Das Fließgewässer Westenwatt wird vom Gewässertyp her als „Kiesgeprägte Tieflandbäche (LAWA-Typcode: 16)“ eingestuft. Es gilt nach § 28 Wasserhaushaltsgesetz (WHG) als „erheblich verändert“. Sein ökologisches Potenzial wird als „mäßig“ und sein chemischer Zustand als „nicht gut“ eingestuft. Letzterer wird damit begründet, dass die Grenzwerte der Umweltqualitätsnormen (UQN) bezüglich Nitrate, Bromierter Diphenylether (BDE), Quecksilber und Quecksilberverbindungen überschritten werden.
Laut Digitalem Strukturverzeichnis (DSV) des Landesverbandes der Wasser- und Bodenverbände Schleswig-Holstein (LWBV), den Wasser- und Bodenverbänden (WBV) und dem Land Schleswig-Holstein (LLUR) überwiegt für den Westenwatt die Gesamtbewertung „unbefriedigend“ (in DSV-Karte ockerfarben).
Bis zum Jahre 2028 muss gemäß WRRL für alle Gewässer in der Europäischen Union ein „guter“ ökologischer und chemischer Zustand erreicht werden.